# Cien niños esperando un tren
Cien niños esperando un tren es un documental chileno de 1988, dirigido por Ignacio Agüero. 
Si bien intenta describir un taller de cine realizado por la profesora Alicia Vega en la población obrera Lo Hermida de Santiago, se transforma en una denuncia del estado policial en Chile durante la dictadura de Pinochet.  Los niños nunca han ido al cine; de ahí el nombre, apelando a la obra de los hermanos Lumière.

## Argumento
Durante 20 sábados, la profesora Alicia Vega realiza un taller de cine para niños en una iglesia a la que se le retiran los elementos sagrados. El taller consiste en crear los mismos elementos que llevaron a la invención del cine como el Zoótropo, el taumatropo, los fotogramas. Aprenden también las posiciones cámara, diferentes tomas y planos. Mediante entrevistas a ellos y sus familias se puede observar la situación de pobreza, marginalidad y represión política que padecen las familias de los niños. Finalmente serán llevados al centro de la ciudad de Santiago a ver una película en un cine de verdad.

## Premios
- Primer Premio Documental en el Festival del Nuevo Cine Latinoamericano La Habana 1988
- Premios FIPRESCI y OCIC en el Festival del Nuevo Cine Latinoamericano La Habana 1988
- Premio OCIC en el Festival de Cartagena, Colombia 1988
- Premio a la Mejor Película Chilena otorgado por el Círculo de Críticos en Santiago 1988
- Red Ribbon Award y John Grierson Award por el Mejor Documental en el American Film & Video Festival 1989
- Premio Revista Enfoque 1989
- Joseph Papps Award all Mejor Documental en el Festival Latino Film, Nueva York 1990[3]